# Heugnes
Heugnes is een gemeente in het Franse departement Indre (regio Centre-Val de Loire) en telt 436 inwoners (1999). De plaats maakt deel uit van het arrondissement Châteauroux.

## Geografie
De oppervlakte van Heugnes bedraagt 44,3 km², de bevolkingsdichtheid is 9,8 inwoners per km².

## Verkeer en vervoer
In de gemeente ligt het gesloten spoorwegstation Heugnes.
De onderstaande kaart toont de ligging van Heugnes met de belangrijkste infrastructuur en aangrenzende gemeenten.

## Demografie
Onderstaande figuur toont het verloop van het inwonertal (bron: INSEE-tellingen).